# Synagogue d'Herat

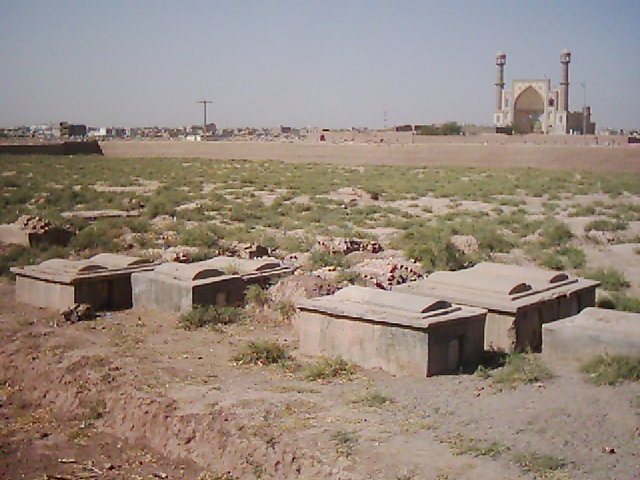
Cimetière juif d'Hérat

La Synagogue d'Herat, également nommée la Synagogue Yu Aw est située dans le quartier Momanda de la vieille ville d'Herat, en Afghanistan. 
La zone était autrefois connue comme Mahalla-yi Musahiya, désignant le "quartier des Juifs". C'est la seule synagogue de Herat qui a été conservée avec la plupart de ses caractéristiques d'origine.
Bien que très endommagée, elle fut reconvertie récemment en école. Il existe 3 autres synagogues à Herat dans un état de délabrement plus avancé, deux reconverties en écoles et la dernière en mosquée. 

Non loin de cette synagogue existe encore un mikvé (pour le bain rituel) autrefois désigné Hamman-e Yahudiha maintenant reconverti en haman pour les hommes musulmans, ainsi qu'un cimetière juif contenant environ 1 000 tombes.